# اللقالق (فلم)
اللقالق (بالإنجليزية: Storks) فيلم مغامرة كوميدي أمريكي ثلاثي الأبعاد متحرك حاسوبياً صدر عام 2016 وأنتج بواسطة وارنر أنيميشن وراتباك دون إنترتينمت و ستولر جلوبل سلوشنز. تم إخراج الفيلم بواسطة نيكولاس ستولر ودوغ سويتلاند (لأول مرة)، كتب بواسطة ستولر وتم تمثيل الأصوات بواسطة أندي سامبيرج، كاتي كراون، كيلسي جرامر، كيغان-مايكل كي، جوردان بيل، أنتون ستركمان، جينيفر أنيستون، تي بيريل، داني تريجو، وستيفن كرامر غليكمان.
عرض الفيلم لأول مرة في لوس أنجلوس في 17 سبتمبر 2016، وصدر بواسطة وارنر برذرز في 23 سبتمبر 2016، في نسخة ثلاثية الأبعاد، آيماكس، وبالشكل التقليدي. حصل اللقالق على مراجعات مختلفة من النقاد وكسب 182$ مليون حول العالم.

## روابط خارجية
- مقالات تستعمل روابط فنية بلا صلة مع ويكي بيانات